# Dosarele X: Vreau să cred
Dosarele X: Vreau să cred (titlu original: The X-Files: I Want to Believe) este un film american SF supranatural de mister din 2008 regizat, co-produs și co-scris de Chris Carter. Este al doilea film din franciza Dosarele X  după Dosarele X - Înfruntă viitorul (1998). Rolurile principale au fost interpretate de actorii Gillian Anderson și David Duchovny.

## Distribuție
- David Duchovny - Fox Mulder

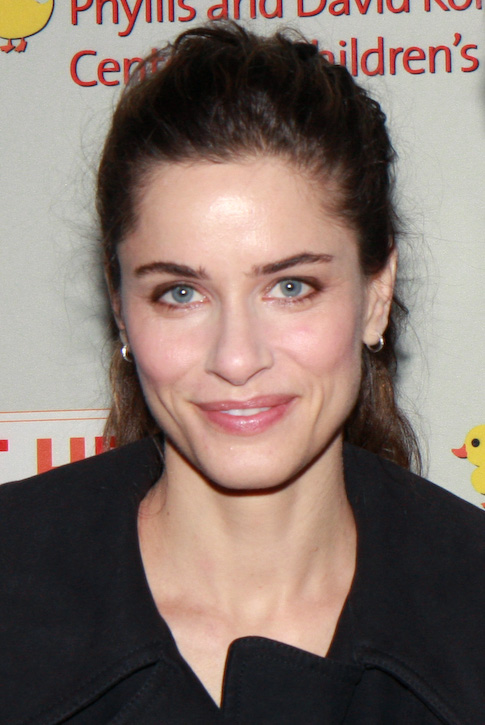
Amanda Peet este agentul FBI Dakota Whitney.

- Gillian Anderson - Dr. Dana Scully
- Amanda Peet - Special Agent in Charge Dakota Whitney
- Billy Connolly - Joseph "Father Joe" Crissman
- Alvin "Xzibit" Joiner - Special Agent Mosley Drummy
- Mitch Pileggi - Assistant Director Walter Skinner
- Callum Keith Rennie -  Janke Dacyshyn
- Adam Godley - Father Ybarra
- Xantha Radley - Special Agent Monica Bannan
- Fagin Woodcock - Franz Tomczeszyn
- Nicki Aycox - Cheryl Cunningham
- Alex Diakun - Gaunt Man

## Primire
A avut încasări în SUA de 4 milioane $ în ziua premierei.